# Above (album Samael)
Above – ósmy album studyjny szwajcarskiej grupy metalowej Samael. Początkowo materiał zawarty na wydawnictwie miał się ukazać pod szyldem zespołu Above, pobocznego projektu muzyków Samael, ale ostatecznie członkowie zespołu zdecydowali, że wydadzą płytę jako album Samael i jedynie zatytułują ją Above.

## Lista utworów
1. "Under One Flag" - 03:43
2. "Virtual War" - 04:04
3. "Polygames" - 03:55
4. "Earth Country" - 03:55
5. "Illumination" - 03:31
6. "Black Hole" - 03:38
7. "In There" - 04:01
8. "Dark Side" - 03:30
9. "God's Snake" - 04:07
10. "On the Top of It All" - 04:42

## Twórcy
- Vorph - wokal, gitary
- Xy - sentezatory, perkusja, programowanie
- Makro - gitary
- Mas - gitara basowa

## Listy sprzedaży
| Lista   | Kraj       | Pozycja |
| ------- | ---------- | ------- |
| Top 100 | Szwajcaria | 37      |